# ملعب لويس فرانزيني
ملعب لويس فرانزيني هو ملعب كرة قدم خارجي يقع في مونتيفيديو، أوروغواي. السعة القسوة للملعب هي 18,000 متفرج وهو الملعب الرئيسي لنادي ديفينسور سبورتينغ. تم إغلاق الملعب خلال العام 1997 بسبب الترميم. أعيد فتحه في 16 أغسطس 1998 تحت اسم ملعب لويس فرانزيني الجديد.